# François Eymard-Duvernay
François Eymard-Duvernay est un économiste français né le 18 août 1945 à Paris  et mort le 17 octobre 2016 à Montrouge,. Il est un des principaux représentants de l'économie des conventions.

## Biographie

### Jeunesse et études
Il fait des études d'économie à la faculté de droit et de sciences économiques de Paris. Il décide de ne pas continuer en thèse, et passe le concours d'administrateur de l'Insee.
Il soutient une thèse en 1994 et rejoint l'Université Paris-Nanterre, appelée "L'entreprise comme dispositif de coordination : modèles d'entreprises, qualifications du produit, qualifications du travail".

### Carrière dans l'administration
Il intègre l'INSEE en 1972, et se spécialise dans les questions touchant à l’emploi et à l'économie industrielle. Il y côtoie Robert Salais, André Orléan, Laurent Thévenot et Alain Desrosières. Il quitte l'INSEE en 1984 et dirige ensuite le Centre d'études de l'emploi dans lequel il contribue à développer le programme de l'économie des conventions. Il quitte ce centre en 1993. 

### Parcours dans l'enseignement
Il soutient en 1994 une thèse à l'Université Paris-Nanterre, devant Luc Boltanski, Jacques Freyssinet, Antoine Lyon-Caen, Michaël Piore et Jean-Daniel Reynaud. Il est recruté l'année suivante comme professeur d'économie à cette même l'université. Il rejoint l’UMR « FORUM » avec Michel Aglietta, Carlo Benetti, Philippe Hugon et Jean Cartelier.  

## Travaux

### La théorie des conventions
François Eymard Duvernay est l'un des principaux représentants de l'économie des conventions, au même titre que Robert Salais, Laurent Thévenot, André Orléan ou encore Alain Desrosières. Il contribue au numéro fondateur de la Revue économique de Mars 1989, dans lequel est décrit le programme de recherche de cette nouvelle école de pensée.

### Une nouvelle conceptualisation du chômage
François Eymard-Duvernay soutient que le chômage est avant tout un phénomène d'ordre qualitatif, dans le sens où, au-delà de la quantification par laquelle il peut être représenté, il est principalement une condition d'existence. Il met ainsi une emphase sur les processus de la vie du chômeur et les épreuves qu'il doit affronter. 
La réussite ou l'échec à ces épreuves va déterminer le futur professionnel du chômeur, qui peut soit connaître une continuation de sa trajectoire professionnelle, soit connaître une exclusion, le plus souvent durable, de l'emploi. Eymard-Duvernay se positionne ainsi en faveur d'un addendum à la théorie du chômage keynésien, en complétant l'analyse keynésienne. Il ne s’agit pas seulement de savoir comment créer des emplois, mais de partir de l'appréhension des différentes dimensions du travail : sa qualité, son éthique, ses conséquences sociales, etc. 

## Publications
- Les secteurs de l'industrie et leurs ouvriers. Économie et statistique, 138(1), 49-68, 1981.
- La qualification des produits. Le travail. Marché, règles, conventions, Paris, INSEE-Economica, 239-247, 1986.
- Façons de recruter. Le jugement des compétences sur le marché du travail (avec Emmanuelle Marchal), Éditions Métailié, 1997.
- Economie politique de l'entreprise. Paris: La découverte, 2004.